# Кухмойнен
Кухмойнен (фин. Kuhmoinen) — община в провинции Пирканмаа, Финляндия. Общая площадь территории — 936,68 км², из которых 275,74 км² — вода.
В 2021 году Кухмойнен был передан из области Центральная Финляндия в состав области Пирканмаа.

## Демография
На 31 января 2011 года в общине Кухмойнен проживают 2553 человек: 1262 мужчин и 1291 женщин.
Финский язык является родным для 98,94% жителей, шведский — для 0,12%. Прочие языки являются родными для 0,94% жителей общины.
Возрастной состав населения:
- до 14 лет — 10,18%
- от 15 до 64 лет — 55,78%
- от 65 лет — 34,08%

Изменение численности населения по годам:
| Год  | Численность |
| ---- | ----------- |
| 1980 | 3723        |
| 1990 | 3428        |
| 2000 | 2973        |
| 2010 | 2554        |
| 2011 | 2553        |